# Broken (2012)
Broken ist ein britisches Jugend-Filmdrama aus dem Jahr 2012 von Regisseur Rufus Norris mit Tim Roth und Eloise Laurence in den Hauptrollen.

## Handlung
Die elfjährige Diabetikerin Skunk lebt mit ihrem Vater Archie, ihrem Bruder und dem Au-pair Kasia in einem Vorort Londons. Die Sommerferien haben gerade begonnen und sie freut sich auf eine unbeschwerte Zeit. Eine spezielle Freundschaft verbindet sie mit Rick, dem sonderbaren und etwas labilen jungen Mann aus der Nachbarschaft. Alles ändert sich, als Mr Oswald, ein anderer Nachbar, Rick brutal zusammenschlägt, nachdem dessen Töchter Rick der Vergewaltigung beschuldigt haben.
Stück für Stück bricht nun Skunks heile Welt zusammen: Kasia trennt sich von ihrem Freund Mike, der gleichzeitig Skunks Lieblingslehrer ist, ihr Vater beachtet sie immer weniger, ihr erster Freund muss unvermittelt zu seiner Tante umziehen, Mr Oswalds Töchter erpressen sie, und Rick wird in die Irrenanstalt abgeschoben.
Als Rick das erste Mal aus der Anstalt heimkommt, besucht ihn Skunk. Doch als sie Ricks Haus betritt, hat der bereits seine Mutter die Treppe hinuntergestoßen und damit getötet und seinen Vater ins Koma geschlagen. Der Stress löst bei Skunk einen hypoglykämischen Schock aus. Ausgerechnet Mr Oswald findet Skunk und rettet sie in letzter Minute.
In einer Traumsequenz nimmt Skunk von allen Personen ihrer Kindheit Abschied. Sie wacht im Spital auf, ihr Vater sitzt an ihrem Bett.

## Auszeichnungen (Auswahl)
Der Film wurde 2012 mit dem goldenen Auge des Zurich Film Festival ausgezeichnet.
Darsteller Rory Kinnear wurde bei den British Independent Film Awards 2012 als bester Nebendarsteller geehrt. Zudem wurde der Film zur Besten Britischen Independent Produktion erklärt.